# Strandcabine

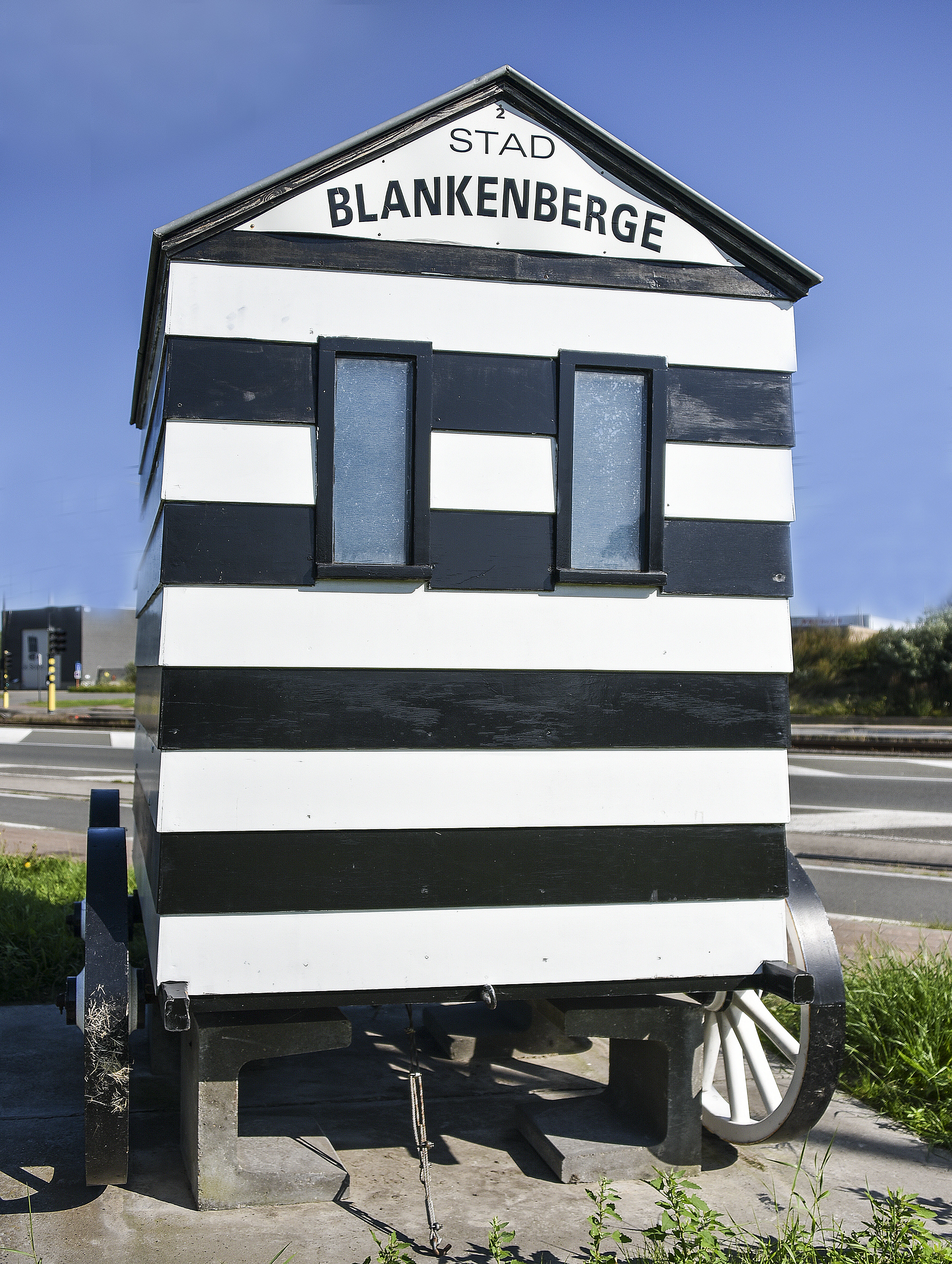
Strandcabine uit vroegere tijden in Blankenberge

Een strandcabine (of strandhuisje) is een houten cabine, geplaatst op meestal een houten fundering, op het strand langs de duinrand. De cabines worden in voorjaar opgebouwd en in najaar weer afgebroken in verband met stormen. Het wordt gebruikt als omkleedcabine en als afgesloten plek voor strandspullen. De laatste jaren zijn er huisjes bijgekomen waarin overnacht kan worden.
Strandcabines zijn veelal te vinden langs de Vlaamse en Zeeuwse kust, in het noorden van Frankrijk en op enkele plaatsen langs de Hollandse kust. Ook langs de Zuid-Hollandse kust bij Hoek van Holland en de Noord-Hollandse kust bij Julianadorp aan Zee staan strandhuisjes.

## Galerij

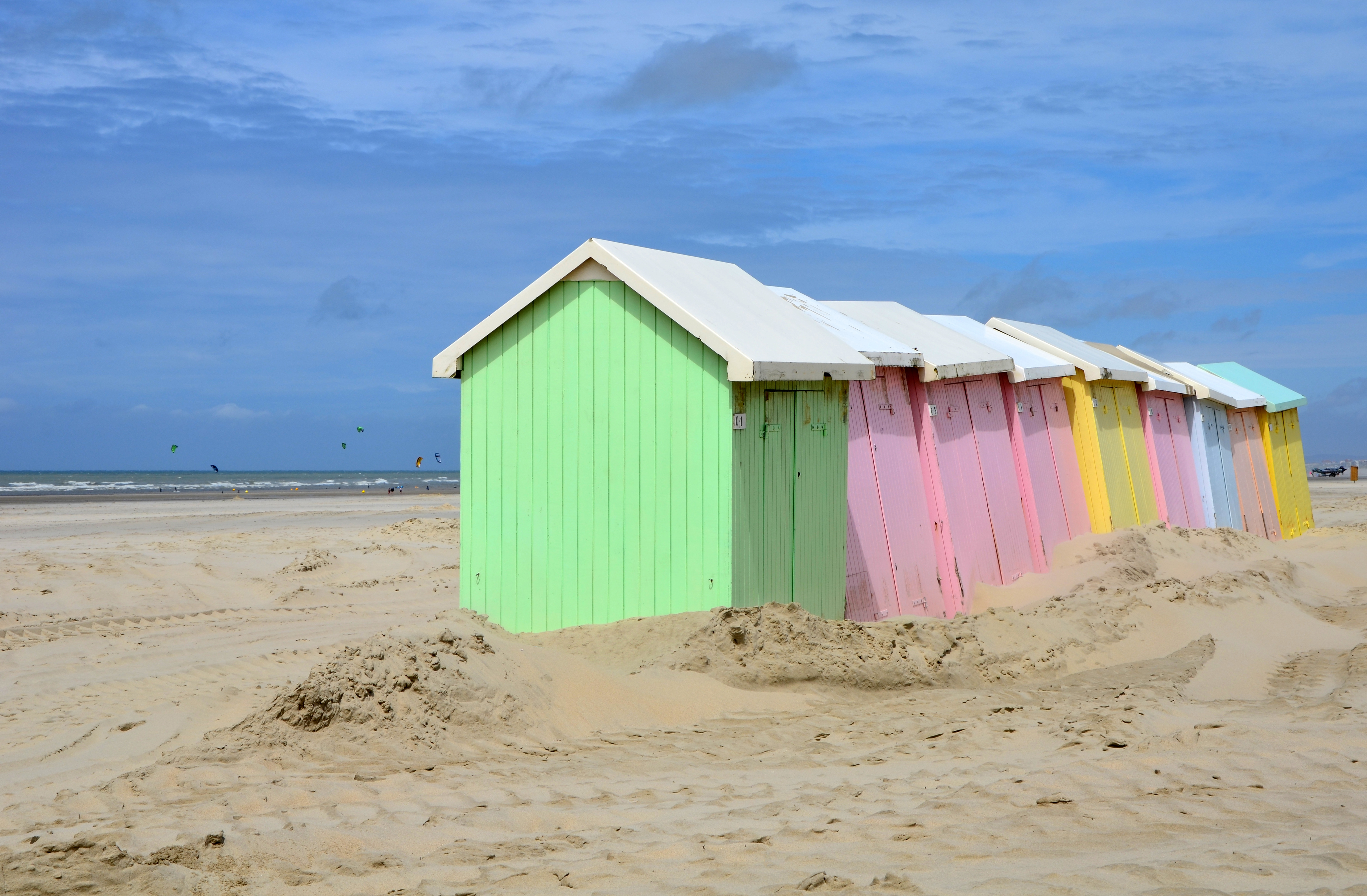
Strandcabines in het Franse Berck
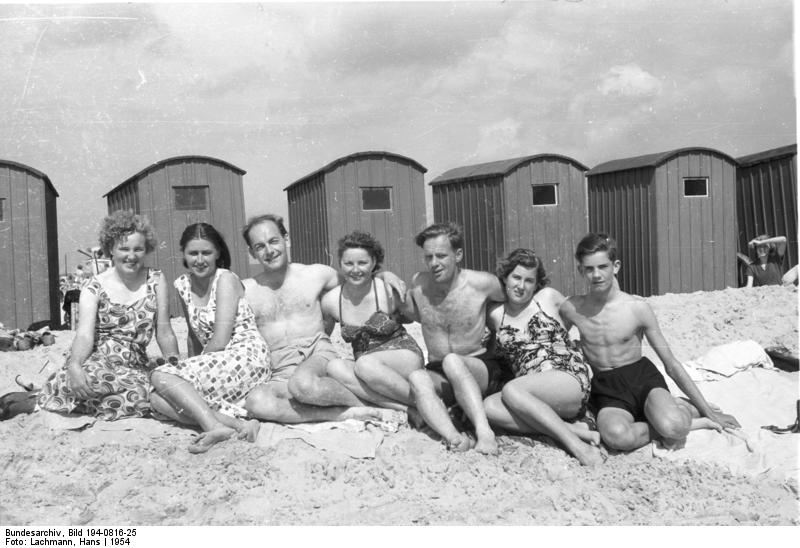
Strandhuisjes in Borkum (1954)
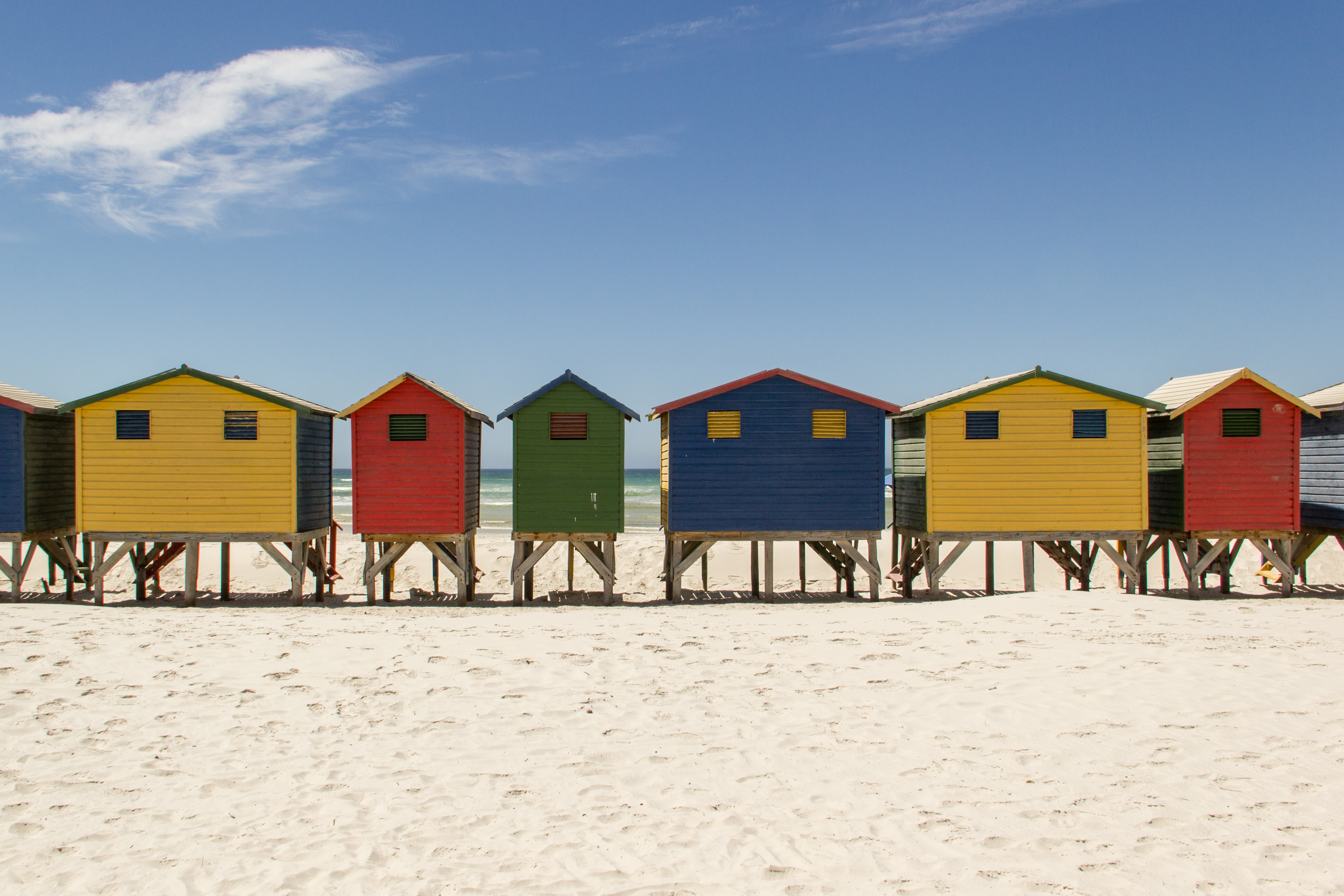
Strandcabines Muizenberg